# Biton betschuanicus
Espèce
Synonymes
- Daesia betschuanica Kraepelin, 1908

Biton betschuanicus est une espèce de solifuges de la famille des Daesiidae.

## Distribution
Cette espèce se rencontre en Afrique du Sud et au Botswana.

## Description
Le mâle holotype mesure 17 mm.

## Étymologie
Son nom d'espèce lui a été donné en référence au lieu de sa découverte, le Bechuanaland.

## Publication originale
- Kraepelin, 1908 : Skorpione und Solifugen. Zoologische und anthropologische Ergebnisse e Forschungsreise in Sudafrika. Denkschriften der Medicinisch-naturwissenschaftlichen Gesellschaft zu Jena, vol. 13, p. 247-282 (texte intégral).